# Vienna Improvisers Orchestra
Das Vienna Improvisers Orchestra (VIO) ist ein österreichisches Improvisationsensemble, das seit 2004 besteht.

## Hintergrund
Das Vienna Improvisers Orchestra wurde 2004 von Michael Fischer gegründet, der seither dessen künstlerischer Leiter und ad hoc Dirigent ist.
Die Formation arbeitet mit dem instant composition conducting, das der von Butch Morris entwickelten Methode und Praxis der conduction nahesteht. Das Vienna Improvisers Orchestra entwickelt seine Musik ausschließlich ad hoc in der Konzertsituation.
Die Musiker des Vienna Improvisers Orchestra kommen aus den Bereichen der akustischen und elektroakustischen improvisierten Musik, des Jazz und der zeitgenössischen Musik. Das Ensemble tritt in wechselnden Besetzungen auf und bei jedem Konzert wird zumindest ein neuer Musiker einbezogen. 
Seit seiner Gründung kooperiert das Vienna Improvisers Orchestra mit Schriftstellern der experimentellen Literatur. Es arbeitete unter anderem mit Margret Kreidl, Peter Waugh, Petra Ganglbauer, Gerhard Jaschke, Magdalena Knapp-Menzel, Semier Insayif, Ferdinand Schmatz, Rolf Schwendter oder Gerhard Rühm.
Seit der Gründung waren ca. 300 Mitwirkende beteiligt (2022).
In den Jahren 2004 bis 2024 trat das Orchester im Rahmen von Wien Modern, beim Artacts Festival St. Johann, im Porgy & Bess Wien und an Orten der bildenden Kunst wie Künstlerhaus Wien, Belvedere 21 oder im Rahmen des Vienna Art Week Festivals auf. 2022 war es zu Gast beim Moers Festival.
2021 wurde der Konzertfilm Partitur Im Jetzt / In This Present Space (56 min.) produziert.

## Besetzung
Mitwirkende sind bzw. waren u. a. Nika Zach (Stimme; seit 2009), Boglárka Bábiczki (Stimme; seit 2010), Clemens Salesny (Altsaxophon; seit 2010), Maria Gstättner (Fagott; seit 2012), Lisa Hofmaninger (Bassklarinette; seit 2016), Bernhard Loibner (Elektronik; seit 2017), Maria Frodl (Cello; seit 2018), Simon Frick (Violine; seit 2018), Joanna Lewis (Violine; seit 2021), Judith Ferstl (Kontrabass; 2023), John Edwards (Kontrabass; 2023), Lukas Lauermann (Cello; 2022, 2023), Peter Herbert (Kontrabass; 2017, 2018, 2023), Beate Wiesinger (Kontrabass; 2013 bis 2021), Judith Schwarz (Schlagzeug; 2017, 2018, 2021), Wolfgang Reisinger † (Schlagzeug; 2009 bis 2019), Uwe Bressnik (Taschentromprete; 2018, 2019), Gerald Preinfalk (Altsaxophon; 2012, 2013, 2015, 2018), Irene Kepl (Violine; 2015, 2018), Werner Zangerle (Tenorsaxophon; 2011 bis 2022), Susanna Gartmeyer (Bassklarinette; 2006, 2007, 2019), Robert Brunnlechner (Fagott; 2006 bis 2015), Marcos Baggiani (Schlagzeug; 2013), Jörg Piringer (Sampler; 2012, 2013), Annette Giesriegl (Stimme; 2007, 2008, 2012), Agnes Heginger (Stimme; 2007 bis 2012), Mikołaj Trzaska (Altsaxophon; 2008), Pia Palme (Kontrabass; 2008), Karl Sayer (Kontrabass; 2005, 2007).

## Diskographische Hinweise
- Vienna Improvisers Orchestra 2006 – 2010 (Extraplatte, 2012)[6]